# Golfingia reticulata
Golfingia reticulata är en stjärnmaskart som först beskrevs av HTrubel 1925.  Golfingia reticulata ingår i släktet Golfingia och familjen Golfingiidae. Inga underarter finns listade i Catalogue of Life.